# Lamprosema tienmushanus
Lamprosema tienmushanus là một loài bướm đêm trong họ Crambidae.